# Papineau-Cameron
Papineau-Cameron – gmina (ang. township) w Kanadzie, w prowincji Ontario, w dystrykcie Nipissing.
Powierzchnia Papineau-Cameron to 561,37 km². Według danych spisu powszechnego z roku 2001 Papineau-Cameron liczy 997 mieszkańców (1,78 os./km²).